# Радзини
Радзини (пол. Radzyny) — село в Польщі, у гміні Казьмеж Шамотульського повіту Великопольського воєводства.
Населення — 223 особи (2011).
У 1975-1998 роках село належало до Познанського воєводства.

## Демографія
Демографічна структура станом на 31 березня 2011 року:
|          | Загалом | Допрацездатний вік | Працездатний вік | Постпрацездатний вік |
| -------- | ------- | ------------------ | ---------------- | -------------------- |
| Чоловіки | 105     | 28                 | 68               | 9                    |
| Жінки    | 118     | 25                 | 74               | 19                   |
| Разом    | 223     | 53                 | 142              | 28                   |